# تپه سین‌آباد
تپه سین آباد مربوط به دوران‌های تاریخی پس از اسلام است و در شهرستان بروجرد، بخش مرکزی، روستای سین آباد واقع شده و این اثر در تاریخ ۲۳ بهمن ۱۳۸۰ با شمارهٔ ثبت ۴۷۷۰ به‌عنوان یکی از آثار ملی ایران به ثبت رسیده است.